# Strickland (Fluss)
Strickland ist ein Fluss in der Western Province von Papua-Neuguinea.
Es ist der längste Nebenfluss des Fly. Seine Quelle liegt im Bismarckgebirge, die Mündung in den Fly südlich des größten Sees Papua-Neuguineas, des Lake Murray.
Es kommt seit 1989 zu Belastungen durch Rückstände der Porgera-Goldmine am Oberlauf in der Provinz Enga.